# Kirgisische Snooker-Meisterschaft
Die kirgisische Snooker-Meisterschaft ist ein jährlich ausgetragenes Snookerturnier zur Ermittlung des nationalen Meisters Kirgisistans in dieser Billardvariante.
Rekordsieger ist der zweimalige kirgisische Meister Muchammed Karimberdi uulu. 2016 wurde einmalig eine Meisterschaft in der Variante 6-Red-Snooker ausgetragen, die Kubanytschbek Sagyndykow gewann.

## Die Turniere im Überblick
| Jahr | Kirgisischer Meister      | Ergebnis | Finalist               | Halbfinalisten 1         |
| ---- | ------------------------- | -------- | ---------------------- | ------------------------ |
| 2014 | Kubanytschbek Sagyndykow  | 4:3      | Kalys Kamtschybek uulu | Bektur Arsymatow         |
| 2014 | Kubanytschbek Sagyndykow  | 4:3      | Kalys Kamtschybek uulu | Ysatbek Ratbekow         |
| 2015 | Muchammed Karimberdi uulu | 5:1      | Kalys Sagynalijew      | Dastan Lepschakow        |
| 2015 | Muchammed Karimberdi uulu | 5:1      | Kalys Sagynalijew      | Arsen Kalenbajew         |
| 2017 | Muchammed Karimberdi uulu | 7:2      | Syjmyk Uraimow         | Kubanytschbek Sagyndykow |
| 2017 | Muchammed Karimberdi uulu | 7:2      | Syjmyk Uraimow         | Kalys Sagynalijew        |

## Rangliste
| Platz | Spieler                   | Gold | Silber | Bronze |
| ----- | ------------------------- | ---- | ------ | ------ |
| 1     | Muchammed Karimberdi uulu | 2    | 0      | 0      |
| 2     | Kubanytschbek Sagyndykow  | 1    | 0      | 1      |

## 6-Red-Snooker
| Jahr | Kirgisischer Meister     | Ergebnis | Finalist          | Halbfinalisten 2          |
| ---- | ------------------------ | -------- | ----------------- | ------------------------- |
| 2016 | Kubanytschbek Sagyndykow | 4:1      | Kalys Sagynalijew | Iljas Adamow              |
| 2016 | Kubanytschbek Sagyndykow | 4:1      | Kalys Sagynalijew | Muchammed Karimberdi uulu |